# Adonis Stevenson
Stevenson Adonis (22 de septiembre de 1977), más conocido como Adonis Stevenson, es un exboxeador profesional canadiense de origen haitiano. Es el excampeón mundial semipesado del WBC, también sería campeón de The Ring. Ha sido uno de los últimos combatientes entrenados por Emanuel Steward. Conocido por su rápida velocidad en las manos y su excepcional poder de nocaut, Stevenson fue considerado uno de los golpeadores más duros del boxeo durante su mejor momento. Durante más de cinco años, realizó diez defensas exitosas de los títulos lineales y de la WBC hasta que sufrió una lesión cerebral que puso en peligro su vida en su pelea de 2018 contra Oleksandr Gvozdyk.

## Carrera amateur
Stevenson fue campeón mediano de Quebec en 2004, y el mejor boxeador aficionado del país en el período 2005-2006. También poseería el título nacional de Canadá en 2005 y 2006. Stevenson compitió en los Juegos de la Commonwealth XVIII en Melbourne, Australia en 2006, ganando la medalla de plata luego de caer derrotado ante el local Jarrod Fletcher. Siendo el único canadiense en ganar una medalla en los juegos de aquel año.
Terminaría con un récord amateur de 33-5.

## Carrera profesional

### Supermediano
A 29 años de edad, Stevenson se convirtió en profesional en septiembre de 2006. Su oponente fue el también debutante Mike Funk. La pelea se llevó a cabo en el Casino de Montreal, ganando Stevenson con un potente gancho a los 22 segundos de iniciado el combate.
El primero de agosto de 2009, en la Estación Windsor de Montreal, Stevenson derrotó a Anthony Bonsante en el primer asalto. Bonsante fue el que tomaría la iniciativa en dicho combate; no obstante, un contragolpe de Stevenson enviaría a Bonsante a la lona; y aunque este lograría reincorporarse antes de finalizar la cuenta, el árbitro al notar su mala condición decidió detener el combate, dando la victoria a Adonis. Obtendría también el mismo año una victoria por nocaut ante Jermain Mackey.

### Stevenson vs Boone
El 17 de abril de 2010, en su primera pelea en Estados Unidos y bajo la promoción de Lou DiBella. Stevenson sufriría su primera derrota, la cual sería en el segundo asalto ante Darnell Boone. Boone había caído a la lona dos veces durante el primer round; sin embargo, durante el segundo asalto, Stevenson atacaría a Boone sin mantener su guardia, lo que provocó que fuera alcanzado por un sólido derechazo, y aunque Stevenson lograría reincorporar antes de la de diez, el árbitro decidiría detener la pelea, al ver la mala condición de Adonis.

### Regreso
No obstante Stevenson vuelve a pelea, esta vez bajo GYM Promotions, ganando el título de la NABA el 8 de abril de 2011, luego de derrotar a Derek Edwards por KO en el tercer asalto. Luego obtendría una victoria por KO en el primer asalto ante Dion Savage el 17 de septiembre de 2011, defendiendo luego su título contra Aaron Pryor Jr. el 10 de diciembre de 2011 también por KO en el noveno asalto. Subiría en los rankings de la IBF a la segunda posición luego de derrotar por KO en el primer asalto a Jesús González el 18 de febrero de 2012; más tarde, el mismo año, obtendría una victoria por KO en el segundo asalto ante Noe González, el cual sería candidato a KO del año.
Su próxima pelea sería programada ante Don Jorge, en la cual se había pactado que el ganador podría pelear por el Título Mundial de la IBF; iba a ser coestelar de la pelea entre Jean Pascal y Tavoris Cloud y se daría el 11 de agosto de 2012, pero el evento sería cancelado luego de que Pascal sufriría una lesión; por lo que la pelea de Stevenson y George fue movida 17 de agosto, y sería parte del programa de ESPN, Friday Night Fights, no obstante este evento sería cancelado pospuesto, ya que Stevenson sufriría una lesión en la mano previa a la pelea. Por lo que finalmente ambos boxeadores se enfrentaron el 12 de octubre; durante el combate, Stevenson lograría enviar a la lona a George, dos veces en el quinto asalto y una vez en el sexto asalto; para finalmente ganar la pelea por TKO en el último asalto luego de volver a enviarlo dos veces a la lona.

### De peso semipesado
En revancha, Stevenson vengaría su única derrota; derrotando a Darnell Boone con un par de izquierdasos en el sexto asalto, el 22 de marzo de 2013, en Centre Bell de Canadá.

### Stevenson vs Dawson
Stevenson pelearía por los Títulos Mundiales del peso semipesado del WBC y de The Ring retando al entonces campeón Chad Dawson (31-2, 17 KO), el 8 de junio de 2013. Stevenson conectó a Dawson con un potente gancho de izquierda que lo enviaría a la lona durante el primer asalto, y aunque Dawson lograría reincorporarse antes de terminar la cuenta, el árbitro decidiría detener el combate, dándole a Stevenson una inesperada victoria. Dicho KO sería considerado por la revista The Ring, como el mejor nocaut del año 2013.

### Stevenson vs Cloud
El WBC ordenó originalmente a Stevenson enfrentar al retador mandatorio el inglés, Tony Bellew; no obstante, se le permitiría hacer una defensa contra el noqueador estadounidenses Tavoris Cloud.
El 28 de septiembre de 2013, Stevenson se enfrenta a Tavoris Cloud (24-1, 19 KO); siendo claramente superior a este durante todo el combate. Finalizando la pelea cuando Cloud no saldría de su esquina para iniciar el octavo asalto; siendo esta la primera derrota de Cloud antes de acabar todos los asaltos.

### Stevenson vs Bellew
El 30 de noviembre de 2013, Stevenson defendió su título de peso semipesado ante el inglés Tony Bellew (20-1-1, 12 KO) en el Coliseo Pepsi de Quebec. Un potente golpe de izquierda, enviaría a la lona a Bellew, y aunque lograría ponerse de pie antes de finalizar el combate, este sería detenido por el réferi luego de que Bellew fuera atacado por una combinación de golpes por parte de Stenvenson; esta sería la primera derrota por KO para Bellew.

### Stevenson vs Fonfara, Sukhotsky
Stevenson defendió sus Títulos Mundiales al veterano de 36 años de edad, Andrzej Fonfara (25-2, 15 KOs), el 24 de mayo de 2014, en Montreal. Stevenson comenzó muy bien, logrando enviar a su oponente a la lona en dos ocasiones; Fonfara sin embargo, se recuperó muy bien, incluso lograría también enviar a Stevenson a la lona durante el noveno asalto; no obstante, Stevenson también lograría recuperarse rápidamente, para finalmente terminar el combate con una victoria por decisión unánime en favor del canadiense. En la entrevista posterior a la pelea, Stevenson afirmó que se lesionó la mano izquierda durante el segundo asalto; añadió también que estaba dispuesto a enfrentar a Bernard Hopkins o Sergey Kovalev en su siguiente combate, pero que la decisión final lo dejaría en manos de su manejador, Al Haymon .
Más tarde, Stevenson retendría sus Títulos ante el ruso Dmitry Sukhotsky (22-2, 16 KOs) en Quebec. Después de un comienzo lento, Stevenson anotó tres caídas ante Sukhotsky, hasta que finalmente en el quinto asalto ganaría por KO; siendo esta la primera derrota por nocaut para el ruso.

### Stevenson vs Bika, Karpency
Stevenson se enfrentó al veterano camerunés de 35 años de edad, Sakio Bika (32-6-3, 21 KOs), el 4 de abril de 2015. Adonis sería claramente superior a su oponente, yendo el combate a las tarjetas, donde los jueces le darían la victoria al canadiense por decisión unánime con tarjetas (115-11, 116-110, 115-110).
El 11 de septiembre, Stevenson enfrentaría a Tommy Karpency (25-4-1, 14 KOs), el cual venía de una importante victoria por decisión dividida ante el excampeón semipesado, Chad Dawson. Adonis ganaría el combate por KO en el tercer asalto luego de que el réferi detuviera la pelea al ver el notorio mal estado de Karpency.

### Stevenson vs Williams Jr.
El 31 de mayo de 2016, se anunció que Stevenson defendería sus títulos mundiales contra el zurdo de 28 años Thomas Williams Jr. (20-1, 14 KOs) el 16 de julio en Quebec. Ganado Stevenson por KO, y logrando la séptima defensa exitosa de sus títulos.

### Stevenson vs. Fonfara II
El 8 de abril, Stevenson reveló en las redes sociales que había finalizado un acuerdo para pelear contra Andrzej Fonfara (29-4, 17 KOs) en una revancha de su primera pelea en 2014. Yvon Michel luego le dijo a ESPN que la pelea se llevaría a cabo en Canadá, en el Centre Bell en Montreal, Quebec, el 3 de junio de 2017. Fonfara comenzó bien la pelea en la ronda 1, conectando con el jab. Stevenson, que fue paciente con su mano izquierda, finalmente conectó un gancho de izquierda a la cabeza de Fonfara y lo dejó caer sobre el ring. Fonfara venció el conteo, pero tenía las piernas firmes y cuando se apoyó en la esquina, la campana lo salvó de un ataque. La ronda 2 se abrió con Stevenson continuando donde lo dejó, golpeando a Fonfara con enormes izquierdas. La pelea llegó a un abrupto final, cuando el entrenador de Fonfara, Virgil Hunter, se subió al delantal después de solo 28 segundos, indicándole al árbitro que detuviera el combate, cosa que hizo el árbitro Michael Griffin. Stevenson retuvo sus títulos mundiales de la WBC y Lineal. Cuando se le preguntó con quién le gustaría pelear a continuación, respondió: "Soy el mejor de los 175. No tengo que llamar a nadie", en la misma cartelera, Eleider Álvarez derrotó a Jean Pascal por decisión mayoritaria pasando a ser el retador obligatorio para Stevenson.

### Stevenson vs. Jack
El 1 de diciembre. , se informó que GYM le había ofrecido a Álvarez un acuerdo por un lado que le otorgaría "un acuerdo de múltiples peleas con una garantía de seis cifras por pelea", y Stevenson también formó parte del acuerdo. El 6 de diciembre, el CMB anunció que investigaría el reinado del título de Stevenson y la falta de retadores. Una semana después, el CMB declaró que permitiría a Stevenson evitar a Álvarez una vez más para pelear contra Jack. El CMB continuó diciendo que le ordenaría a Álvarez pelear contra el boxeador ucraniano Oleksandr Gvozdyk (14-0, 12 KOs) por el título interino. Álvarez se retiró de la pelea antes de que se programara la licitación de bolsa el 12 de enero de 2018. El 24 de enero de 2018, Showtime confirmó que la pelea se llevaría a cabo el 19 de mayo en Canadá. El Centro Bell de Montreal fue confirmado como sede.
Stevenson y Jack pelearon en lo que fue un empate mayoritario en una pelea competitiva. Un juez anotó la pelea 115–113 a favor de Jack, mientras que los dos jueces restantes anularon la decisión, anotando la pelea 114–114. Stevenson superó a Jack en las primeras rondas siendo más activo, sin embargo, en la ronda 5, fue Jack quien fue el más activo y preciso de los dos. De las rondas 7 a 10, Jack le aterrizó a Stevenson 114-40 en total de tiros. Fue en la ronda 10 donde Jack resultó herido por múltiples golpes al cuerpo de la mano derecha de Stevenson. Stevenson llevó el impulso a la ronda 11, pero fue Jack quien terminó la pelea con más fuerza. En la ronda 7, Stevenson se quejó ante el árbitro Ian John Lewis sobre los golpes bajos y en la ronda 8, advirtieron a Jack. Jack luego explicó que la copa de Stevenson era baja, por lo que los disparos parecían golpes bajos. Con este resultado, Stevenson retuvo sus títulos de WBC y Lineal por novena vez.

### Stevenson vs. Gvozdyk
Gvozdyk terminó con el reinado de cinco años de Stevenson como campeón al detenerlo en el undécimo asalto por TKO para reclamar los títulos del CMB y Lineal. Al comienzo de la pelea, Gvozdyk derribó a Stevenson con una mano derecha contraria a la cabeza. El árbitro Michael Alexander no lo descartó, pero las repeticiones más tarde demostraron que lo era. Gvozdyk fue el boxeador más concurrido en los golpes de aterrizaje en las rondas intermedias y fue Stevenson quien parecía estar logrando los mejores tiros en la mayoría de las rondas, pero no muchos de ellos. Gvozdyk estaba gastando la mayoría de las rondas usando su movimiento para boxear en el exterior. En la ronda 9, Stevenson comenzó a lanzar golpes al cuerpo, y tuvo éxito al aterrizarlos. Al mismo tiempo, Stevenson parecía estar desapareciendo. Similar a cómo se había desvanecido en su combate anterior contra Badou Jack. En la ronda 10, Gvozdyk se lastimó después de ser golpeado con una mano izquierda que lo envió contra las cuerdas. A pesar de que las cuerdas sujetaban a Gvozdyk, el árbitro no lo calificó como derribo. En la ronda 11, Gvozdyk descargó una ráfaga de 10 golpes que envió a Stevenson a la lona. El árbitro detuvo el combate con Stevenson todavía en la lona, ya que no había signos de que superara el conteo. El tiempo de detención fue de 2 minutos y 49 segundos. En el momento de la detención, Stevenson tenía ventaja 98-92 y 96-94 en dos de los cuadros de mandos de los jueces y el tercer juez tenía 95-95. Gvozdyk celebró con su equipo y entrenador Teddy Atlas, pero se recuperaron rápidamente en cuanto se dieron cuenta de que Stevenson estaba gravemente herido. Stevenson pudo sentarse en su taburete mientras los médicos lo revisaban. En las entrevistas posteriores a la pelea, Gvozdyk dijo: "Esta victoria significa todo para mí. He entrenado toda mi vida para esto, y esta noche, todo el trabajo valió la pena". También elogió a su nuevo entrenador Atlas. Stevenson comenzó a sentirse mareado en su camerino y luego fue trasladado a un hospital local.
La mañana después de la pelea, se informó que Stevenson estaba en estado crítico en cuidados intensivos. El lunes siguiente, su condición cambió de estable a crítica y se colocó en un coma inducido. El 20 de diciembre, a pesar de que un tabloide ruso informaba que Stevenson se había despertado y se lo había visto hablando con familiares y amigos, su promotor, Yvon Michel, dijo que seguía inconsciente y que su salud no había mejorado desde que los médicos lo habían sedado. También requirió "asistencia mecánica" para respirar. El 22 de diciembre, según su novia Simone God, Stevenson se había despertado.

## Récord profesional
| 29 Ganadas (24 KOs), 2 Derrotas, 1 Empate |        |                     |      |               |            |                                                          |                                                                                        |
| Res.                                      | Récord | Oponente            | Tipo | Rd., Tiempo   | Datos      | Localidad                                                | Notas                                                                                  |
| G                                         | 1–0    | Mike Funk           | TKO  | 1 (4) 0:22    | 2006-09-30 | Casino, Montreal, Quebec                                 | Debut profesional de Stevenson.                                                        |
| G                                         | 2–0    | Ferenc Lankonde     | TKO  | 1 (4) 3:00    | 2006-10-28 | Casino du Lac-Leamy, Gatineau, Quebec                    |                                                                                        |
| G                                         | 3–0    | Bonnie Joe McGee    | TKO  | 2 (4) 1:08    | 2006-11-18 | Colisée, Trois-Rivières, Quebec                          |                                                                                        |
| G                                         | 4–0    | Eduardo Calderón    | TKO  | 1 (6) 2:00    | 2006-12-11 | Casino, Montreal, Quebec                                 |                                                                                        |
| G                                         | 5–0    | Etianne Whitaker    | TKO  | 1 (4) 1:47    | 2007-02-10 | Casino, Montreal, Quebec                                 |                                                                                        |
| G                                         | 6–0    | Carl Cockerham      | UD   | 6             | 2007-04-14 | Casino, Montreal, Quebec                                 |                                                                                        |
| G                                         | 7–0    | Marcus Thomas       | KO   | 1 (8) 1:23    | 2007-05-12 | Casino, Montreal, Quebec                                 |                                                                                        |
| G                                         | 8–0    | Álvaro Enríquez     | KO   | 1 (6) 2:00    | 2007-06-08 | Uniprix Stadium, Montreal, Quebec                        |                                                                                        |
| G                                         | 9–0    | Marlon Hayes        | UD   | 8             | 2007-08-03 | Centre Pierre Charbonneau, Montreal, Quebec              |                                                                                        |
| G                                         | 10–0   | David Whittom       | UD   | 10            | 2007-12-07 | Centre Bell, Montreal, Quebec                            | Gana vacant Canada peso supermediano title                                             |
| G                                         | 11–0   | Dhafir Smith        | TKO  | 5 (12) 0:40   | 2008-04-05 | Casino, Montreal, Quebec                                 | Gana vacant WBC Continental Americas peso supermediano title                           |
| G                                         | 12–0   | Anthony Bonsante    | KO   | 1 (12) 0:46   | 2008-08-01 | Gare Windsor Salle des Pas Perdus, Montreal, Quebec      | Retiene WBC Continental Americas peso supermediano title                               |
| G                                         | 13–0   | Jermain Mackey      | TKO  | 5 (12) 0:20   | 2009-09-25 | Centre Bell, Montreal, Quebec                            | Gana vacant WBC International peso supermediano title                                  |
| D                                         | 13–1   | Darnell Boone       | TKO  | 2 (8) 0:17    | 2010-04-16 | Wicomico Youth and Civic Center, Salisbury, Maryland, US |                                                                                        |
| G                                         | 14–1   | Derek Edwards       | KO   | 3 (10) 1:48   | 2011-04-08 | Centre Bell, Montreal, Quebec                            | Gana WBA–NABA peso supermediano title                                                  |
| G                                         | 15–1   | Shujaa El-Amin      | TKO  | 1 (8) 1:57    | 2011-09-17 | MGM Grand Garden Arena, Las Vegas, Nevada, US            |                                                                                        |
| G                                         | 16–1   | Aaron Pryor Jr.     | TKO  | 9 (12) 0:43   | 2011-12-10 | Centre Bell, Montreal, Quebec                            | Retiene WBA–NABA peso supermediano title; Gana vacant WBO–NABO peso supermediano title |
| G                                         | 17–1   | Jesús González      | KO   | 1 (12) 1:39   | 2012-02-18 | Centre Bell, Montreal, Quebec                            | Gana vacant IBF Intercontinental peso supermediano title                               |
| G                                         | 18–1   | Noe González Alcoba | TKO  | 2 (12) 1:50   | 2012-04-20 | Centre Bell, Montreal, Quebec                            | Gana WBC Silver peso supermediano title                                                |
| G                                         | 19–1   | Don George          | TKO  | 12 (12) 0:55  | 2012-10-12 | Centre Bell, Montreal, Quebec                            |                                                                                        |
| G                                         | 20–1   | Darnell Boone       | KO   | 6 (10) 2:43   | 2013-03-22 | Centre Bell, Montreal, Quebec                            |                                                                                        |
| G                                         | 21–1   | Chad Dawson         | TKO  | 1 (12) 1:16   | 2013-06-08 | Centre Bell, Montreal, Quebec                            | Gana los Títulos Mundial del WBC y de The Ring del peso semipesado.                    |
| G                                         | 22–1   | Tavoris Cloud       | RTD  | 7 (12) 3:00   | 2013-09-28 | Centre Bell, Montreal, Quebec                            | Retiene WBC, The Ring and lineal peso semipesado titles                                |
| G                                         | 23–1   | Tony Bellew         | TKO  | 6 (12) 1:50   | 2013-11-30 | Colisée Pepsi, Quebec City, Quebec                       | Retiene WBC, The Ring and lineal peso semipesado titles                                |
| G                                         | 24–1   | Andrzej Fonfara     | UD   | 12            | 2014-05-24 | Centre Bell, Montreal, Quebec                            | Retiene WBC, The Ring and lineal peso semipesado titles                                |
| G                                         | 25–1   | Dmitry Sukhotsky    | KO   | 5 (12) 2:42   | 2014-12-19 | Colisée Pepsi, Quebec City, Quebec                       | Retiene WBC, The Ring and lineal peso semipesado titles                                |
| G                                         | 26–1   | Sakio Bika          | UD   | 12            | 2015-04-04 | Colisée Pepsi, Quebec City, Quebec                       | Retiene WBC, The Ring and lineal peso semipesado titles                                |
| G                                         | 27–1   | Tommy Karpency      | TKO  | 3 (12) 0:21   | 2015-09-11 | Ricoh Coliseum, Toronto, Ontario                         | Retiene WBC, The Ring and lineal peso semipesado titles                                |
| G                                         | 28–1   | Thomas Williams Jr. | KO   | 4 (12), 2:54  | 2016-07-29 | Centre Vidéotron, Quebec City, Quebec                    | Retiene el Título Mundial del WBC en el peso semipesado.                               |
| G                                         | 29–1   | Andrzej Fonfara     | TKO  | 2 (12), 0:28  | 2017-06-03 | Centre Bell, Montreal, Quebec                            | Retiene el Título Mundial del WBC del peso semipesado.                                 |
| E                                         | 29–1–1 | Badou Jack          | MD   | 12            | 2018-05-19 | Air Canada Centre, Toronto                               | Retiene el Título Mundial del WBC del peso semipesado.                                 |
| D                                         | 29–2–1 | Oleksandr Gvozdyk   | KO   | 11 (12), 2:49 | 2018-12-01 | Centre Videotron, Quebec City                            | Pierde el Título Mundial del WBC del peso semipesado.                                  |

## Vida privada
En 2012, en una conferencia de prensa, Stevenson admitiría que en el pasado había pasado un tiempo en la prisión de Bordeaux, Quebec; bajo los cargos de proxenetismo, asalto y amenaza. Stevenson había pasado 4 años en prisión, siendo liberado en 2001.